# 松原市立天美小学校
松原市立天美小学校（まつばらしりつ あまみしょうがっこう）は、大阪府松原市にある公立小学校。

## 沿革
1873年に当時の丹北郡池内村（町村制施行以降は中河内郡天美村→天美町）に設置された堺県河洲89番小学校を起源とする。学校制度の変遷を経て校名も幾度か変更され、明治時代中期には天美尋常高等小学校となった。
1934年9月21日、室戸台風の暴風雨により木造校舎1棟が倒壊。児童らが下敷きとなり4人以上が死亡、10人以上が負傷。
1941年には天美国民学校となり、1947年の学制改革によって天美町立小学校となった。町村合併による松原市の発足により、1955年に現在の校名となっている。
1958年には鉄筋校舎が竣工した。南河内地域で初めて鉄筋校舎が建てられた小学校でもある。
また1960年、松原市立小学校としては最初にプールが設置された。プールはPTA経費で設置され、設置後しばらくの間はPTA会計から維持費を負担していたが、 12年後の1972年からは松原市が直接管理・経費負担をおこなうようになった。
1960年代後半以降、地域の宅地化に伴って児童数が激増してマンモス校となったため、1969年には松原市立天美南小学校、1972年には松原市立天美西小学校を、それぞれ分離開校している。

### 年表
- 1873年6月9日 - 堺県河洲89番小学校として開校。
- 1875年 - 池内小学校に改称。
- 1892年 - 丹北郡天美尋常小学校に改称。
- 1896年 - 中河内郡の成立により、中河内郡天美尋常小学校となる。現在地へ移転。
- 1905年 - 高等科を設置。中河内郡天美尋常高等小学校に改称。
- 1934年9月21日 - 室戸台風により、校舎2棟全半壊。
- 1941年4月1日 - 国民学校令により、中河内郡天美国民学校に改称。
- 1947年 - 学制改革により、天美町立小学校に改称。
- 1955年2月1日 - 町村合併で松原市が成立したことに伴い、松原市立天美小学校に改称。
- 1958年4月 - 鉄筋校舎が竣工（南河内地域区の小学校では初）。
- 1959年10月13日 - 講堂の移築工事中に火災に遭い、講堂を焼失。
- 1960年3月28日 - 講堂を再建。
- 1960年6月26日 - プール完成（松原市立小学校では初）。
- 1967年 - 南分校を開設（のちの松原市立天美南小学校）。
- 1969年 - 松原市立天美南小学校を分離。
- 1970年 - 西分校を開設（のちの松原市立天美西小学校）。
- 1972年 - 松原市立天美西小学校を分離。
- 1974年 - 校歌制定。
- 2005年 - 大阪府教育委員会から「確かな学力向上のための学校づくり」研究校に指定される。

## 通学区域
- 松原市 天美東8-9丁目、天美南4-6丁目、天美北7-8丁目、天美我堂5丁目、天美西1丁目、北新町4丁目の全域。
- 松原市 北新町3丁目の一部。

卒業生は松原市立松原第五中学校へ進学する。

## 交通
- 近鉄南大阪線 河内天美駅 北西へ約600m。